# Ludvík Egbert Belcredi
Ludvík Egbert Richard hrabě Belcredi, uváděn také jako Ludvík Egbert hrabě Belcredi nebo Ludvík Belcredi (německy Ludwig Egbert Richard Graf von Belcredi) (4. února 1856 Znojmo – 6. září 1914 Líšeň), byl moravský šlechtic z rodu Belcrediů, velkostatkář a poslanec Moravského zemského sněmu.

## Původ a studium
Narodil se ve Znojmě, kde jeho otec působil jako krajský hejtman, do původně lombardské šlechtické rodiny Belcrediů. Jeho otcem byl rakouský ministerský předseda Richard Belcredi a matkou c. a k. palácová dáma a dáma Řádu hvězdového kříže Anna von Welden. Ve 14 letech nastoupil na gymnázium v Kalksburgu. Maturitu složil na vídeňském gymnáziu Theresianum, protože kalksburské gymnázium nemělo oprávnění k provádění maturit. Po studiu na právnické fakultě innsbrucké univerzity složil v roce 1879 doktorát. Kromě toho navštěvoval ještě hospodářské akademie v Hohenheimu a Württembergu.

## Profesní kariéra
V letech 1882–1885 působil u finanční prokuratury ve Vídni. Během tohoto období rovněž složil soudcovské zkoušky. Po smrti svého strýce Egberta v roce 1894 zdědil veškerý rodinný majetek, včetně zámků a velkostatků v Líšni a Jimramově. Na statcích se mu podařilo zvýšit prosperitu, založil třeba v roce 1904 úspěšnou líšeňskou cihelnu. O pět let později koupil jimramovský mlýn, kde zřídil elektrárnu.

## Politická kariéra
V moravských zemských volbách v roce 1890 byl zvolen poslancem Moravského zemského sněmu za velkostatkářskou kurii. Byl znovuzvolen ve volbách v roce 1896, volbách v roce 1902, volbách v roce 1906 a volbách v roce 1913. Stal se členem školského výboru. Účastnil se Fora pro společné záležitosti v Pešti v roce 1894. V roce 1901 se stal také členem finančního výboru, o rok později také výboru pro pojišťovnictví a rozšíření zemědělské banky. Na sněmu vystupoval v různých záležitostech, třeba v záležitosti finančních poměrů silničního výboru v Brně, při podpoře různých subvencí pro spolky nebo hospodářských subvencí, v otázce učitelských platů. Od roku 1904 až do své smrti působil jako přísedící Moravského zemského výboru. Po posledním zvolení na sněm se stal členem výborů zemědělského a pojišťovacího.
Ve volbách do Říšské rady v roce 1891 byl zvolen poslancem Říšské rady za Čechy ve velkostatkářské kurii. Zasedal v ní ještě další 2 volební období.
Od 90. let 19. století se rovněž podílel s hrabětem Ottou Serényi na vedení moravské Strany konzervativního velkostatku. Se strýcem Egbertem se podílel na vydávání novin konzervativních velkostatkářů Vaterland.

## Spolková činnost
Angažoval se v různých spolcích. Byl členem Grundlasten-Ablösungs- und Regulierungs-Landeskommision für Mähren, náhradníkem c. k. zemské komise pro agrární operace a v červenci 1912 byl jmenován prezidentem Zemědělské rady pro Markrabství moravské. V roce 1911 pořádal Hospodářsko-živnostensko-průmyslovou výstavu v Líšni. Ve stejném roce podpořil z pozice předsedy diecézního výboru provolání ke katolickému lidu německého jazyka brněnské diecéze v rámci prvního německého katolického sjezdu, který se konal v Brně.

## Rodina
V roce 1885 se v Ullstadtu oženil s Marií von Franckenstein (25. 12. 1859 – 9. 8. 1938), s níž měl celkem sedm dětí:
1. Egbert Richard (8. 3. 1887 Líšeň – 5. 5. 1932 Vídeň), duchovní v brněnské diecézi[7][8]
2. Marie Anna (5. 6. 1888 Líšeň – 22. 1. 1968 Mnichov), manž. 1914 baron Ervín von Aretin (19. 9. 1887 Bad Kissingen – 25. 2. 1952 Mnichov)[9][10][11]
3. Jiří (18. 10. 1889 – 1890)[12]
4. Richard (11. 8. 1891 Líšeň – 20. 8. 1956 Bad Tölz), svobodný a bezdětný[13]
5. Karel Jiří (24. 9. 1893 Líšeň – 18. 9. 1972 Vídeň), manž. 1920 Terezie Kálnoky de Köröspatak (14. 11. 1893 Olomouc – 8. 10. 1969 Vídeň)[14]
6. Anna (21. 11. 1896 Líšeň – 30. 9. 1898 Jimramov)[15]
7. Jindřich (1. 1. 1902 Líšeň – 31. 5. 1973 Vídeň), manž. 1935 Alžběta Gabriela Kálnoky z Köröspataku (16. 8. 1895 Olomouc – 6. 11. 1975 Vídeň)[16]

## Ocenění
V roce 1908 se stal komturem Řádu Františka Josefa. Byl také c. a k. komořím, od roku 1910 tajným radou a tajným komořím Pia X., od roku 1902 držitelem komandérského kříže Řádu svatého Řehoře Velikého, který obdržel od papeže Lva XIII.